# Masahiro Iwata
Masahiro Iwata (岩田 昌浩 Iwata Masahiro?, nacido el 23 de septiembre de 1981 en Gifu) es un exfutbolista japonés. Jugaba de centrocampista y su último club fue el FC Gifu de Japón.

## Trayectoria

### Clubes
| Club                 | País     | Año         |
| -------------------- | -------- | ----------- |
| Nagoya Grampus Eight | Japón    | 2000 - 2001 |
| Clementi Khalsa      | Singapur | 2002        |
| SC Tottori           | Japón    | 2002 - 2004 |
| FC Gifu              | Japón    | 2005 - 2008 |